# San Pietro di Feletto
San Pietro di Feletto é uma comuna italiana da região do Vêneto, província de Treviso, com cerca de 4.878 habitantes. Estende-se por uma área de 19 km², tendo uma densidade populacional de 257 hab/km². Faz fronteira com Conegliano, Refrontolo, Susegana, Tarzo, Vittorio Veneto.

## Demografia
| Variação demográfica do município entre 1861 e 2011                               |
|                                                                                   |
| Fonte: Istituto Nazionale di Statistica (ISTAT) - Elaboração gráfica da Wikipedia |